# SRF info
SRF Info es el tercer canal de televisión público para la población de habla alemana en Suiza. Pertenece al organismo público de radiodifusión germanófono Schweizer Radio und Fernsehen, incluido a su vez en el grupo SRG SSR. Su programación se basa en información continua las 24 horas del día.

## Historia
La cadena comenzó sus emisiones en pruebas de forma experimental el 3 de mayo de 1999 con el nombre de SF Info, sus emisiones regulares comenzaron el 17 de enero de 2001. Es el canal de información en continuo de la televisión pública de la suiza germanófona, la Schweizer Radio und Fernsehen.
SRF Info es emitida por las plataformas de cable suizas y por el satélite Hot Bird 8 13º Este. Las emisiones deportivas son codificadas por razones de derechos. La cadena también emite en la Televisión Digital Terrestre (DVB-T) en toda la Suiza germanófona.
El 16 de diciembre de 2012, SF Info se convirtió en SRF Info debido a la política de uniformización de marcas de radio y televisión de la Schweizer Radio und Fernsehen.

## Identidad Visual

Logotipo de SF I de 1999 a 2005
Logotipo de SF info de 2005 al 29 de febrero de 2012
Logotipo de SF info del 29 de febrero de 2012 al 16 de diciembre de 2012
Logotipo actual de SRF info desde el 16 de diciembre de 2012

## Programación
La programación del canal se compone principalmente de producciones propias de la Schweizer Radio und Fernsehen. La mayor parte son redifusiones de las emisiones de SRF 1 y SRF zwei. También emite en diferido el informativo Telesguard en Romanche.